# ヌグザリ・タタラシビリ
ヌグザリ・タタラシビリ（Nugzari Tatalashvili  1990年3月20日- ）は、UAEの柔道選手。ジョージアのゴリ出身。階級は73kg級と81㎏級。身長180cm。2021年までジョージア代表で国際大会に出場していた。

## 人物
2009年のヨーロッパジュニア73kg級で3位になった。2012年からはヨーロッパ選手権において3年連続でチームの優勝に貢献した。ロンドンオリンピックでは初戦で韓国の王己春に有効で敗れた。2014年の世界団体では3位になった。2015年のワールドマスターズでは準々決勝で中矢力を破るなどして決勝まで進むも、ロシアのデニス・ヤルツェフに敗れた。ヨーロッパ選手権を兼ねたヨーロッパ競技大会では決勝でイスラエルのサギ・ムキに敗れた。2016年のリオデジャネイロオリンピックにはラシャ・シャフダトゥアシビリがいたために代表になれなかった。その後階級を上げると、2018年のグランドスラム・パリとグランプリ・トビリシで3位となった。さらに、UAEに国籍を変更したとも報じられたが、階級を73㎏級に戻してジョージア代表で国際大会に出場していた。2022年からはUAE代表になって階級を再び81㎏級に上げると、グランドスラム・ブダペストで3位になった。
IJF世界ランキングは226ポイント獲得で118位(25/6/2現在)。

## 主な戦績
73㎏級での戦績
- 2009年 - ヨーロッパジュニア　3位
- 2012年 - ワールドカップ・トビリシ　優勝
- 2012年 - ヨーロッパ選手権　団体戦　優勝
- 2013年 - ヨーロッパオープン・ワルシャワ　優勝
- 2013年 - ヨーロッパ選手権　個人戦　2位　団体戦　優勝
- 2014年 - グランプリ・トビリシ　優勝
- 2014年 - ヨーロッパ選手権　個人戦　5位　団体戦　優勝
- 2014年 - グランプリ・ハバナ　3位
- 2014年 - グランプリ・ウランバートル　優勝
- 2014年 - 世界団体　3位
- 2015年 - グランプリ・デュッセルドルフ　2位
- 2015年 - グランプリ・トビリシ　3位
- 2015年 - ワールドマスターズ　2位
- 2015年 - ヨーロッパ競技大会　　個人戦　2位　団体戦　2位
- 2015年 - 世界団体　3位
- 2015年 - グランドスラム・東京　3位
- 2016年 - グランプリ・トビリシ　優勝
- 2016年 - ヨーロッパ選手権　3位
- 2016年 -　グランプリ・アルマトイ　3位

81㎏級での戦績
- 2018年 -　グランドスラム・パリ　3位
- 2018年 - グランプリ・トビリシ　3位

73㎏級での戦績
- 2021年 -　グランドスラム・テルアビブ 3位
- 2021年 -　グランドスラム・カザン　3位

81㎏級での戦績
- 2022年 -　グランドスラム・ブダペスト　3位
- 2022年 -　アジア選手権　3位
- 2022年 - イスラム諸国連帯競技大会　2位
- 2023年 -　グランドスラム・アスタナ　5位
- 2023年 - グランドスラム・アブダビ　3位
- 2024年 -　グランドスラム・トビリシ　3位
- 2024年 - アジア選手権　2位
- 2025年 - グランドスラム・パリ　2位
- 2025年 - 世界選手権　5位

(出典、JudoInside.com)　